# Vorlon
Un Vorlon este un membru al unei specii extraterestre fictive din serialul de televiziune Babylon 5 și universul fictiv omonim. Specia Vorlon este un membru al Primilor (First Ones), un grup compus din cele mai timpurii specii simțitoare care au apărut în galaxia noastră. Când se află în prezența altor specii, Vorlonii poartă costume de întâlnire pentru a nu-și dezvălui adevărata înfățișare.

## Planeta-mamă
Se știe puțin despre lumea de origine a Vorlonilor, în afară de numele său, care este tot Vorlon. Teritoriul Vorlon a fost interzis altor specii extraterestre și fiecare expediție cunoscută trimisă în spațiul Vorlon nu a reușit să mai revină la guvernele lor. La fel ca ceilalți Primi, Umbrele, spațiul Vorlon este protejat de o serie de sisteme de apărare extrem de avansate și automatizate, concepute pentru a ține la distanță intrușii și rasele primitive. Aceste sisteme de apărare au rămas pe loc și sunt active chiar și după ce Vorloni și-au abandonat casa și au părăsit spațiul cunoscut; dovezile sugerează că sistemele nu vor permite intrarea străinilor în spațiul Vorlon decât după trecerea a 1.000.000 de ani umani. 
Se suspectează că atmosfera de pe Vorlon este o combinație extrem de toxică de gaze nocive care sunt dăunătoare pentru aproape toate speciile cunoscute. Cât a servit ca ambasador pe Babylon 5, apartamentele lui Kosh Naranek au fost inundate cu aceste gaze, însă Kosh însuși a putut să se plimbe prin stație fără sprijin atmosferic suplimentar. Acest lucru, pe lângă natura incorporală a speciei sale, a dus la speculații conform cărora Vorlonii nu au nevoie de fapt de vreo atmosferă și, în schimb, o folosesc ca un element de descurajare pentru a intimida vizitatorii. Când telepatul uman  Lyta Alexander a călătorit în spațiu Vorlon pentru a-i contacta, ea a fost fiziologic modificată pentru a respira atmosfera cât timp a servit ca atașat pentru ambasada Vorlonă. 
În afară de Lyta Alexander, numai un alt om a avut acces în spațiul Vorlon: Sebastian, cunoscut anterior ca Jack Spintecătorul, pe care Vorlonii l-au luat de pe Pământul secolului al XIX-lea pentru a-l folosi ca „Inchizitor”. Soarta sa după plecarea Vorlonilor nu este cunoscută, deși Sebastian a sperat că după secole de „penitență și slujire” i se va permite în sfârșit să moară.

## Fiziologie
Când sunt în compania străinilor, Vorlonii poartă costume de întâlnire pentru a-și ascunde adevărata formă. Costumele sunt unități mari, greoaie, cu umeri în formă de creastă și căști alungite și țesătură de drapaj; în afară de un singur iris iluminat pentru a reprezenta un ochi / fața, nu se poate deduce forma unui Vorlon din designul costumului. În timp ce explicația oficială a Vorlonilor este că costumul menține mediul specific necesar pentru a trăi, motivul real este să-și ascundă înfățișarea. În realitate, Vorlonii sunt ființe fără corp care necesită foarte puțin pentru a supraviețui vreunui mediu; Vorlonii au reușit chiar să supraviețuiască în vidul spațiului, fără efecte rele asupra lor. 
Vorlonii își ascund identitatea pentru a preveni reacțiile nedorite ale tinerelor rase. Lucru necunoscut de majoritatea speciilor extraterestre în afară de Minbari, Vorlonii au modificat tiparul genetic al acestor specii mai tinere pentru a include anumite trăsături psihologice precum telepatia și asociații subconștiente. Înainte ca Vorlonii să adopte natura sihastră, aceștia au vizitat în mod activ și au influențat civilizațiile timpurii, proiectând telepatic variațiile rasiale ale acestora, determinând ca rasele tinere să le perceapă ca fiind de genul lor. În cele din urmă, Vorlonii au introdus această asociere genetic, modificându percepțiile, astfel încât oricine îi vede să-i considere ca fiind o ființă divină specifică rasei. Oamenii care privesc un Vorlon ar vedea un înger înaripat din religiile avraamice; un Drazi i-ar percepe ca pe un Droshalla, un Narn ca un G'Lan, un Minbari ca un Valeria, etc. Totuși, procesul necesită eforturi telepatice din partea unui Vorlon și îi poate obosi fizic dacă sunt văzuți de prea mulți o singura dată. 
Adevărata formă a unui Vorlon, fără ajutorul proiecției telepatice, este cea a unui cefalopod strălucitor. Singura ocazie când adevărata formă a unui Vorlon a fost privită de oameni a fost în timpul asasinării ambasadorului Vorlon, Ulkesh Naranek, în episodul  Falling Toward Apotheosis, când costumul său a fost spulberat de arme cu electricitate. 
Când ambasadorul Londo Mollari din Republica Centauri a observat un Vorlon fără costum, el a susținut că nu a văzut nimic. Creatorul serialului, J. Michael Straczynski, a spus despre asta că: "Londo a spus că a văzut ce a văzut". Este clar că Londo singur nu a văzut nimic din cauza relației sale cu Umbrele. În mod similar, nu este clar dacă Vorlonul a fost invizibil pentru Londo sau dacă acest lucru poate fi luat mai puțin literal pentru a însemna că Londo nu a văzut nimic semnificativ spiritual. Cel puțin un roman Babylon 5 contrazice afirmația lui Straczynski, spunând că Mollari a văzut o bilă de energie foarte strălucitoare.
Fiziologia Vorlon îi face nemuritori biologic (incapabili să moară din cauze naturale) și extrem de dificil de omorât cu armele convenționale. Ei posedă niveluri nedezvăluite de pricepere și sensibilitate telepatică, capabile să-și proiecteze conștiința în mintea altei persoane chiar și de la distanțe extreme. De asemenea, sunt capabili să-și împartă esența în cantități mai mici și să se insereze în alte ființe pentru a observa sau colecta informații nedetectate, chiar de gazda în sine. În timp ce abilitățile lor fizice sunt în mare parte necatalogate, au o masă fizică care le permite să lovească obiecte și să fie vulnerabile la anumite agresiuni; Vorlonii sunt sensibili la Florazine, o otravă rară din sectorul Damocles, care a fost folosită într-o tentativă de asasinat timpuriu a lui Kosh Naranek la prima sa sosire pe Babyon 5. Vorlons poate fi, însă, ucis de alte specii ale Primilor. 
Vorlonii sunt cunoscuți pentru că vorbesc criptic cu fraze scurte care se referă vag la întrebarea care li se pune (de exemplu, „avalanșa a început deja. Este prea târziu ca pietricele să voteze”). Aceasta este de obicei considerată fie o limitare a limbii lor, deoarece este tradusă în engleză, în Interlac sau în alte limbi, fie o limitare a capacității ascultătorului de a înțelege; rămân, de asemenea, speculații că sunt în mod deliberat obscuri pentru a preveni perturbări ale agendei. 
Numele formal al societății lor este Imperiul Vorlon, deși natura guvernării Vorlon nu a fost niciodată dezvăluită în serial. 

## Natură
În timp ce aproape toate celelalte specii ale Primilor au părăsit galaxia, Vorlonii (ca și Umbrele) au rămas în urmă pentru a acționa ca gardieni pentru speciile mai tinere. Vorlonii păstoreau aceste lumi, iar locuitorii erau încântați de aspectul lor; unii îi venerau ca niște zei.
Umbrele au avut același rol dar cu o filozofie opusă. În acest conflict, Vorlonii reprezintă Ordinea. Ei acționează ca arhitecți, construind alianțe, încurajând statul de drept și inspirând cooperarea. În practică, Vorlonii aplică respectarea regulilor lor. Filozofia lor este întruchipată de întrebarea „Cine ești?” Uneori denumită „Întrebarea Vorlonilor”, încurajează introspecția, răbdarea și plasează identitatea peste obiective. (Umbrele întreabă „Ce vrei?”). 

 Vorlonii prezentați în serie tind să fie enigmatici, vorbind de regulă doar fraze criptice scurte către ființele din speciile tinere. De asemenea, par să se mândrească cu natura lor enigmatică: 

Sheridan: „Ei bine, pe măsură ce răspunsurile vin, pe scurt, la obiect, complet inutile și total consecvente cu ceea ce am de așteptat de la un Vorlon”.
Kosh: „Bine”.
Sheridan: "Știi, de câte ori ai venit și ai plecat către planeta mamă Vorlon, ai putea fi oricine acolo. Cum știu că ești același Vorlon?"
Kosh: „Am fost întotdeauna aici”.
Sheridan: "Oh da? Ai spus și asta despre mine."
Kosh: „Da”
(Kosh întoarce spatele spre Sheridan și începe să plece)
Sheridan: „Îmi place foarte mult când faci asta”.
Kosh: „Bine”.

 Până în momentul serialului, Vorlonii și Umbrele și-au pierdut din vedere obiectivul inițial. Intenția ambelor specii în vârstă a fost de a încuraja creșterea speciilor mai tinere prin competiția ordinii și a haosului. Conflictul s-a metamorfozat într-un joc pentru dominația militară (mai degrabă decât ideologică). Vorlonii au început să trateze speciile tinere ca pioni. Această perspectivă a avut o schimbare extremă în urma morții primului ambasador Kosh Naranek, încheindu-se cu o mișcare pentru a elimina toate lumile atinse de Umbre cu ajutorul unui distrugător al planetelor, o navă imensă Eclipsa care ar putea distruge complet o planetă cu o singură lovitură. Împreună cu o navă asemănătoare a Umbrelor, un alt distrugător al planetelor,  speciile mai tinere ar fi fost exterminate dacă nu ar fi fost Sheridan să le arate adevărul. 

## Istorie

### Înainte de istoria scrisă
Peste 1 mia, Vorlons a decis să construiască o poartă de sărituri pentru a deschide o ușă către ceea ce credeau că este Fântâna Sufletelor, sursa de viață. Poarta care a fost construită nu călătorește nici în spațiul normal și nici în hiperspace, ci într-un spațiu „al treilea”. Ei au descoperit că Thirdspace era locuit și dominat de o specie telepatică violentă a cărei vârstă și tehnologie le depășea pe ale lor și care erau conduse de o credință supremacistă că toată viața decât a lor era nedemnă și supusă exterminării. Străinii al treilea spațiu au folosit abilitățile lor telepatice copleșitoare pentru a controla mulți Vorloni pentru a-i ajuta și a modifica dispozitivul pentru a-și mări puterile telepatice. În timp ce Vorlons a reușit să le învingă și să dezactiveze mașina, închizând portalul, cei rămași sub influența lor au prins poarta și au scăpat în hiperspace. Dispozitivul și navele de susținere au plecat de pe far și au fost pierdute până în anul 2261. Acest incident a marcat pentru prima dată când Vorlons a întâlnit o cursă mai puternică decât The Shadows sau ei înșiși și a fost atât de traumatic încât au implantat amintirile în șablonul lor genetic ca o memorie de rasă cunoscută sub numele de „Prima greșeală”. 
Navelor Vorlon din această perioadă nu au variația și diversificarea militară pe care le-au afișat până la sfârșitul seriei; seamănă cu transporturile lor de bază și sunt lipsite de nave de război, de ucigași ai planetei sau de alte croaziere grele. 

### Acum 10.000 de ani
Până în acest moment, mulți dintre Primi au trecut dincolo de marginea galactică pentru a explora golul vast dintre galaxii și pentru a permite speciilor mai tinere să evolueze singure. Câțiva dintre cei dintâi au decis să rămână în urmă și să aibă grijă de speciile mai tinere până când ar fi capabile să-și controleze propriul destin. Îngrijitorii primari au fost Vorlonii și Umbrele. 
La început a existat un echilibru între cele două părți. Apoi, Vorlons au început să se joace cu speciile la nivel genetic, în efortul lor de a face ca speciile tinere să evolueze mai mult ca ei. Printre această intervenție genetică, Vorlonii au manipulat speciile tinere pentru a-i face să-i vadă pe Vorlonii ca îngeri profetici. Prin aceste acțiuni, Vorlonii au putut controla percepțiile speciilor tinere. Ca urmare a acestor acțiuni, Umbrele și Vorlonii au început să se lupte între ei, iar cei care au încercat să medieze, precum Walkerii de pe Sigma 957, au părăsit și ei galaxia. 

### Circa 1260
De-a lungul secolelor care au trecut, războaiele dintre Umbre și Vorloni au persistat. Atunci, la un moment dat necunoscut, au decis ca speciile tinere să lupte pentru ei, în efortul de a dovedi care parte are dreptate. Acest lucru a dus la Marele Război. 
Data războiului este neclară, dar a început cu aproximativ o mie de ani înainte de fondarea stației Babylon 5. Acest război a făcut ravagii între Umbre și forțele combinate ale Vorlonilor și multe specii mai tinere precum Minbari, care, la vremea respectivă, erau cea mai veche rasă din spațiu care nu făceau parte dintre Primi. În cele din urmă, Vorlonii au fost forțați să ceară asistență celorlalți Primi pentru a reduce avansul Umbrelor. Războiul a escaladat la o intensitate atât de mare încât practic toate speciile mai tinere, cu excepția Minbari, au fost exterminate sau reduse la nivelurile epocii de piatră. Umbrele au pierdut, de asemenea, 3/4 din întreaga lor flotă în acest proces și au ascund nave  pe planetele din toată galaxia - inclusiv pe planeta Marte - pentru a le păstra pentru următorul Mare Război. În ciuda retragerii Umbrelor, urmările războiului au făcut să nu existe niciun câștigător perceptibil. 
Rezultatul Marelui Război a fost determinat de apariția stației anterioare Babylon 4, care a fost adusă din viitor printr-o fisură indusă artificial în spațiu-timp. Odată cu sosirea stației și a figurii religioase Minbari Valen, Vorlonii au putut aduna informații detaliate despre viitor și despre evenimentele care precipitau următorul Război cu Umbrele cu 1.000 de ani înainte. 

### Anii 2260–2261
Războiul final cu Umbrele a avut loc o mie de ani mai târziu, în 2260. Umbrele au luptat cu forțele combinate de pe Babylon 5, ale Federației Minbari, Regimului Narn, Liga Lumilor Nealiate și a Rangerilor. Imperiul Vorlon a consimțit inițial să ajute această forță combinată. După moartea ambasadorului Vorlon, Kosh Naranek, și plecarea Babylon 4 în trecut, comportamentul lor a devenit mai agresiv și mai paranoic. În urma călătoriei căpitanului John Sheridan pe Z'ha'dum, Vorlonii au decis să pună capăt războiului în favoarea lor, prin folosirea forței excesive, prin distrugerea unor planete întregi unde Umbrele dețineau avanposturi sau colonii. Ca răspuns,  Umbrele  au adoptat aceleași politici și asemănător cu propria tehnologie a navei distrugătoare de planete. Campaniile rezultate de devastare au dus la pierderea a miliarde de vieți. 
Sheridan a pus în contact cele două forțe pe Corianna VI și apoi a lansat un atac sinucigaș asupra ambele părți deodată. O armada de nave aliate și Primii rămași au reușit să oprească ucigașul de planete Vorlon, dar mai important a demonstrat sfidarea tinerelor specii față de „protectorii” lor, încât atât Umbrele cât și Vorlonii nu au reușit să acționeze ca gardieni, părinți și profesori față de speciile mai tinere. Confruntându-i, fie să-i lase să plece, fie să-i extermine, Vorlonii și Umbrele au părăsit galaxia cu Primii rămași pentru a se alătura celorlalți dincolo de margine. 
După plecarea lor, nu au mai rămas dintre Prim în galaxie. 

### După plecare
După ce Vorlonii au părăsit galaxia, sistemele de apărare ale lumii lor de origine au fost lăsate active. Drept urmare, mai multe expediții pe planetă au fost distruse. Vorlonii au lăsat, de asemenea, un mesaj către  Lyta Alexander că planeta lor nu este pentru speciile tinere. Planeta Vorlon nu trebuia să fie a lor până nu sunt  pregătiți; cel putin peste încă un milion de ani în viitor. 
Lyta Alexander a primit alte informații. În filmul Thirdspace, ea a putut să ofere informații despre extratereștrii Thirdspace. Când Drakh a folosit interfețele de control IA ale Umbrelor pentru a opera navele Centauri în timpul războiului lor cu Alianța, Alexander a putut identifica dispozitivele datorită informațiilor rămase în ea. 
În 2262 Lyta a dezvăluit că Vorlonii au modificat-o pentru a fi o super-armă telepatică vie - o mașină apocaliptică pentru a fi folosită împotriva Umbrelor, în cazul în care Vorlonii ar pierde războiul. Au transformat-o în cel mai puternic telepat uman existent, cu excepțiile posibile ale lui Jason Ironheart, care deja se transformase în ceva similar cu un Prim; și Kevin Vacit, fost director al Corpului Psi care purtase un fragment Vorlon în el însuși.
Un milion de ani de la evenimentele din Babylon 5, oamenii au devenit ca Vorlonii. Oamenii au părăsit sistemul solar pentru o planetă denumită „Noul Pământ”. J. Michael Straczynski a indicat că Noul Pământ a fost, de fapt, vechea lume de origine Vorlon în comentariul DVD pentru episodul „The Deconstruction of Falling Stars”. 

## Nave spațiale
Navele spatiale Vorlonă sunt ecologice în natură și cel puțin parțial simțitoare. Transporturile Vorlon au cel puțin o piele care își poate schimba culoarea și o formă externă suficient de flexibilă pentru a permite pasagerilor să intre și să iasă. S-a menționat că Vorlon transporoarele „cântă” și poate avea un efect neobservat asupra non-Vorlonilor din jurul lor. Navele Vorlon folosesc salturi similare cu cele ale speciilor tinere. Tehnologia Vorlon a fost folosită, de asemenea, împreună cu tehnologia Minbari pentru a ajuta la crearea navei spațiale White Star - Steaua Albă. 
Navele Vorlon diferă foarte mult de cele ale Umbrelor. În timp ce navele mai mici sunt la fel de manevrabile ca navele Umbrelor, navele-mamă Vorlon sunt mai mari dar mai puțin agile. În timp ce navele Umbrelor folosesc un puternic fascicul de energie direcționat ca armă, navele Vorlon au structuri alungite care seamănă cu tentacule în fața navelor lor, care canalizează cantități masive de energie, care sunt apoi trase ca niște fascicule puternice de energie. Această metodă de generare a puterii și capacitate ofensivă a fost adoptată ulterior de Alianța Interstelară în crearea prototipurilor navelor lor distrugătoare câțiva ani după Războiul Umbrelor. 
Cea mai frecvent văzută navă Vorlon este transportorul Vorlon. Potrivit jocului video Babylon 5, Into the Fire, transporturile Vorlon au 131 metri (430 ft) lungime și sunt puternic înarmate. Există o legătură puternică între un Vorlon și transportorul său. Când pilotul său este în pericol, transportorul devine extrem de agitat și va încerca să-i ajute pe Vorlon să scape.
În cazul în care pilotul său a murit, se spune că (nava) Vorlon se întristează. Când a murit Kosh, nava sa a chemat și rămășițele lui Kosh într-o stea din apropiere. Creatorul Babylon 5, J. Michael Straczynski, a afirmat că : A fost făcută pentru Kosh, după cum subliniază Delenn, a fost aproape o parte din el; nu ar funcționa la fel de bine pentru oricine altcineva. Nu mai era nimic de făcut.

### Nave de luptă
Se cunoaște puțin despre navele de luptă Vorlon. Potrivit jocului video Babylon 5, acestea sunt de aproximativ 25,5 metri (84 ft) lungime. La exterior, le lipsește orificii de evacuare de orice fel, ceea ce sugerează că folosesc un tip de propulsie gravimetrică similară cu cea utilizată de Minbari. În grupuri se comportă bine, provocând daune severe unei nave a Umbrelor.
Spre deosebire de alte nave mici de luptă din universul Babylon 5, navele Vorlon par să aibă o capacitate de săritură independentă în hiperspațiu, când un număr mare de nave ies din hiperspațiu, fără a fi nevoie de sprijinul unei nave-mamă. Navele de luptă Vorlon au o legătură mult mai slabă între ele și piloții lor decât navele de transport Vorlon.

### Nave-mamă
Se spune că aceste nave mari, numite Star Dreadnoughts, au peste 1.300 metri (4.300 ft) lungime. Ele poartă probabil un număr mare de nave de luptă Vorlon și, potrivit lui J. Michael Straczynski, au un echipaj complet de Vorloni.

### Distrugători de planete
Cele mai mari nave din flota Vorlonă par a fi Eclipse Planet Killers, nave uriașe capabile să distrugă lumi întregi. Se spune că sunt au 3–4 mile (4.800–6.400 m) lungime. Prima planetă care a fost lovită de un distrugător de planete a fost numită Arcata 7. A fost redusă la moloz, zgură, praf și asteroizi, ucigând cei 4 milioane de oameni de pe ea.

## Bioinginerie
Pe parcursul seriei se presupune că au interferat cu evoluția multor specii, inclusiv a oamenilor, Minbari, Narn și Drazi. Fiecare dintre aceste specii „vede” Vorlonii în afara costumelor lor, ca un fel de personaje religioase sau mitologice, conform culturii lor. Singurul Centauri care a văzut un Vorlon în afara costumului său de întâlnire a fost Londo Mollari, care a susținut că nu a văzut nimic. În timpul episodului "Secrets of the Soul" - "Secretele sufletului", un flashback i-a arătat pe Vorloni modificând un adult uman (Lyta Alexander) și fetuși ai raselor Drazi și Centauri. 
Vorlonii au, de asemenea, capacitatea de a modifica speciile extraterestre în alte moduri. Telepatei Lyta Alexander i s-au dat „branhii” pe gât, care i-au permis să respire atmosfera din camera ambasadorului Vorlon, deși un Narn poate face același lucru. Vorlonii folosesc, de asemenea, alte ființe ca recipiente pentru un fragment din personalitatea lor, permițându-le să călătorească pe scară largă fără a fi observate. 